# Jaklovce
Jaklovce es un municipio del distrito de Gelnica en la región de Košice, Eslovaquia, con una población estimada a final del año 2024 de 1802 habitantes.
Se encuentra ubicado al oeste de la región, en el valle del río Hernád y cerca de la frontera con la región de Prešov.

## Demografía
| Año        | 1994 | 2004    | 2014    | 2024    |
| ---------- | ---- | ------- | ------- | ------- |
| Población  | 1957 | 1972    | 1905    | 1802    |
| Diferencia |      | +0,76 % | −3,39 % | −5,40 % |

| Año        | 2023 | 2024    |
| ---------- | ---- | ------- |
| Población  | 1812 | 1802    |
| Diferencia |      | −0,55 % |